# Danh sách chuyến bay vào vũ trụ đầu tiên theo quốc gia

Bản đồ các quốc gia trên thế giới đã có công dân bay vào vũ trụ

Kể từ chuyến bay vào vũ trụ đầu tiên của nhà du hành vũ trụ Liên Xô Yuri Gagarin, hiện nay đã có 39 quốc gia có công dân bay vào không gian. Danh sách dưới đây là thời gian biểu các chuyến bay đầu tiên vào vũ trụ theo quốc gia, ngày được ghi trong bảng là ngày tính theo Giờ phối hợp quốc tế (UTC).

## Danh sách cụ thể
| Quốc gia       | Nhà du hành                               | Chuyến bay    | Thời điểm            | Quốc gia phóng tàu |
| -------------- | ----------------------------------------- | ------------- | -------------------- | ------------------ |
| Thập niên 1961 |                                           |               |                      |                    |
| Liên Xô        | Yuri Gagarin[1]                           | Vostok 1      | 12 tháng 4 năm 1961  | Liên Xô            |
| Hoa Kỳ         | Alan Shepard                              | MR-3          | 5 tháng 5 năm 1961   | Hoa Kỳ             |
| Thập niên 1970 |                                           |               |                      |                    |
| Tiệp Khắc      | Vladimír Remek[4]                         | Soyuz 28      | 2 tháng 3 năm 1978   | Liên Xô            |
| Ba Lan         | Mirosław Hermaszewski                     | Soyuz 30      | 27 tháng 6 năm 1978  | Liên Xô            |
| Đông Đức       | Sigmund Jähn                              | Soyuz 31      | 26 tháng 8 năm 1978  | Liên Xô            |
| Bulgaria       | Georgi Ivanov                             | Soyuz 33      | 10 tháng 4 năm 1979  | Liên Xô            |
| Thập niên 1980 |                                           |               |                      |                    |
| Hungary        | Bertalan Farkas                           | Soyuz 36      | 26 tháng 5 năm 1980  | Liên Xô            |
| Việt Nam       | Phạm Tuân                                 | Soyuz 37      | 23 tháng 7 năm 1980  | Liên Xô            |
| Cuba           | Arnaldo Tamayo Méndez                     | Soyuz 38      | 18 tháng 9 năm 1980  | Liên Xô            |
| Mông Cổ        | Jügderdemidiin Gürragchaa                 | Soyuz 39      | 22 tháng 3 năm 1981  | Liên Xô            |
| România        | Dumitru Prunariu                          | Soyuz 40      | 14 tháng 5 năm 1981  | Liên Xô            |
| Pháp           | Jean-Loup Chrétien                        | Soyuz T-6     | 24 tháng 6 năm 1982  | Liên Xô            |
| Tây Đức        | Ulf Merbold                               | STS-9         | 28 tháng 11 năm 1983 | Hoa Kỳ             |
| Ấn Độ          | Rakesh Sharma                             | Soyuz T-11    | 3 tháng 4 năm 1984   | Liên Xô            |
| Canada         | Marc Garneau                              | STS-41-G      | 5 tháng 10 năm 1984  | Hoa Kỳ             |
| Ả Rập Xê Út    | Salman al-Saud                            | STS-51-G      | 17 tháng 6 năm 1985  | Hoa Kỳ             |
| Hà Lan         | Wubbo Ockels                              | STS-61-A      | 30 tháng 10 năm 1985 | Hoa Kỳ             |
| México         | Rodolfo Neri Vela                         | STS-61-B      | 26 tháng 11 năm 1985 | Hoa Kỳ             |
| Syria          | Muhammed Faris                            | Soyuz TM-3    | 22 tháng 7 năm 1987  | Liên Xô            |
| Afghanistan    | Abdul Ahad Mohmand                        | Soyuz TM-6    | 29 tháng 8 năm 1988  | Liên Xô            |
| Thập niên 1990 |                                           |               |                      |                    |
| Nhật Bản       | Toyohiro Akiyama                          | Soyuz TM-11   | 2 tháng 12 năm 1990  | Liên Xô            |
| Anh Quốc       | Helen Sharman                             | Soyuz TM-12   | 18 tháng 5 năm 1991  | Liên Xô            |
| Áo             | Franz Viehböck                            | Soyuz TM-13   | 2 tháng 10 năm 1991  | Liên Xô            |
| Nga            | Alexandr Kaleri[2] Alexandr Viktorenko[2] | Soyuz TMA-14  | 17 tháng 3 năm 1992  | Nga                |
| Bỉ             | Dirk Frimout                              | STS-45        | 24 tháng 3 năm 1992  | Hoa Kỳ             |
| Ý              | Franco Malerba                            | STS-46        | 31 tháng 7 năm 1992  | Hoa Kỳ             |
| Thụy Sĩ        | Claude Nicollier                          | STS-46        | 31 tháng 7 năm 1992  | Hoa Kỳ             |
| Kazakhstan     | Talgat Musabayev[2]                       | Soyuz TM-19   | 1 tháng 7 năm 1993   | Nga                |
| Ukraina        | Leonid Kadenyuk[2]                        | STS-87        | 19 tháng 11 năm 1997 | Hoa Kỳ             |
| Tây Ban Nha    | Pedro Duque                               | STS-95        | 29 tháng 10 năm 1998 | Hoa Kỳ             |
| Slovakia       | Ivan Bella                                | Soyuz TM-29   | 20 tháng 2 năm 1999  | Nga                |
| Thập niên 2000 |                                           |               |                      |                    |
| Nam Phi        | Mark Shuttleworth                         | Soyuz TM-34   | 25 tháng 4 năm 2002  | Nga                |
| Israel         | Ilan Ramon[6]                             | STS-107       | 6 tháng 1 năm 2003   | Hoa Kỳ             |
| Trung Quốc     | Dương Lợi Vĩ                              | Thần Châu 5   | 15 tháng 10 năm 2003 | Trung Quốc         |
| Brasil         | Marcos Pontes                             | Soyuz TMA-8   | 30 tháng 3 năm 2006  | Nga                |
| Iran           | Anousheh Ansari                           | Soyuz TMA-9   | 18 tháng 9 năm 2006  | Nga                |
| Thụy Điển      | Christer Fuglesang                        | STS-116       | 10 tháng 12 năm 2006 | Hoa Kỳ             |
| Malaysia       | Sheikh Muszaphar Shukor                   | Soyuz TMA-11  | 10 tháng 10 năm 2007 | Nga                |
| Hàn Quốc       | Yi So-yeon                                | Soyuz TMA-12  | 8 tháng 4 năm 2008   | Nga                |
| Thập niên 2010 |                                           |               |                      |                    |
| Đan Mạch       | Andreas Mogensen                          | Soyuz TMA-18M | 2 tháng 9 năm 2015   | Nga                |
| Kazakhstan     | Aidyn Aimbetov                            | Soyuz TMA-18M | 2 tháng 9 năm 2015   | Nga                |